# Сучасне п'ятиборство на літніх Олімпійських іграх 2020 — кваліфікація
У змаганнях з сучасного п'ятиборства на літніх Олімпійських іграх 2020 зможуть взяти участь 72 спортсмени (36 чоловіків і 36 жінок), які змагатимуться за 2 комплекти нагород. Кожна країна може бути представлена не більше ніж 4-ма спортсменами (2 чоловіки та 2 жінки).

## Правила кваліфікації
Більшість олімпійських ліцензій буде розіграно на континентальних чемпіонатах. Ще частину путівок розподілять за підсумками чемпіонатів світу 2019 і 2020 років. Завершальним етапом кваліфікаційного відбору стане публікація світового рейтингу, на підставі якого в червні 2020 року буде визначено власників 12 путівок (по 6 у чоловіків і жінок). Кількість ліцензій, що виділяють за підсумками світового рейтингу, може бути збільшено у разі, якщо за підсумками світової першості 2016 року в число призерів потраплять спортсмени, раніше вже завоювали путівки на Ігри. Господарям змагань збірній Японії гарантовано по одній квоті в кожній дисципліні.
Всі завойовані путівки є іменними. У кожній дисципліні від однієї країни можуть виступити не більш як два п'ятиборці, якщо ж володарями квот стають три і більше спортсмени, то учасників Ігор визначає НОК.

## Підсумки кваліфікації
| НОК                              | Чоловіки | Жінки | Загалом |
| -------------------------------- | -------- | ----- | ------- |
| Аргентина (ARG)                  | 1        |       | 1       |
| Австралія (AUS)                  | 1        | 1     | 2       |
| Білорусь (BLR)                   | 1        | 2     | 3       |
| Бразилія (BRA)                   |          | 1     | 1       |
| Чилі (CHI)                       | 1        |       | 1       |
| Китай (CHN)                      | 2        | 1     | 3       |
| Куба (CUB)                       | 1        | 1     | 2       |
| Чехія (CZE)                      | 2        |       | 2       |
| Еквадор (ECU)                    |          | 1     | 1       |
| Єгипет (EGY)                     | 2        | 1     | 3       |
| Франція (FRA)                    | 2        | 2     | 4       |
| Німеччина (GER)                  | 2        | 2     | 4       |
| Велика Британія (GBR)            | 2        | 2     | 4       |
| Гватемала (GUA)                  | 1        |       | 1       |
| Угорщина (HUN)                   | 2        | 2     | 4       |
| Ірландія (IRL)                   | 1        | 1     | 2       |
| Італія (ITA)                     |          | 2     | 2       |
| Японія (JPN)                     | 1        | 2     | 3       |
| Казахстан (KAZ)                  | 1        | 1     | 2       |
| Латвія (LAT)                     | 1        |       | 1       |
| Литва (LTU)                      | 1        | 2     | 3       |
| Мексика (MEX)                    |          | 2     | 2       |
| Польща (POL)                     | 2        | 1     | 3       |
| Олімпійський комітет Росії (ROC) | 1        | 2     | 3       |
| Південна Корея (KOR)             | 2        | 2     | 4       |
| Іспанія (ESP)                    | 1        |       | 1       |
| Туреччина (TUR)                  |          | 1     | 1       |
| Україна (UKR)                    | 1        | 1     | 2       |
| США (USA)                        | 1        | 1     | 2       |
| Узбекистан (UZB)                 | 1        | 1     | 2       |
| Загалом: 30 НОК                  | 36       | 36    | 72      |

## Чоловіки
| Дисципліна                       | Дата                 | Місце    | Квоти | Спортсмени, що кваліфікувались |
| -------------------------------- | -------------------- | -------- | ----- | --- |
| Фінал Кубка світу 2019           | 27–30 червня 2019    | Токіо    | 1     | Джо Чунг (GBR) |
| Чемпіонат Африки                 | 23 лютого 2019       | Каїр     | 1     | Шеріф Назеїр (EGY) |
| Панамериканські ігри 2019        | 27–30 липня 2019     | Ліма     | 2     | Чарльз Фернандес (GUA) Лестер Дерс (CUB) |
| Панамериканські ігри 2019        | 27–30 липня 2019     | Ліма     | 2     | Естебан Бустос (CHI) Серхіо Вільямайор (ARG) |
| Панамериканські ігри 2019        | 27–30 липня 2019     | Ліма     | 1     | Amro El-Geziry (USA) |
| Чемпіонат Європи                 | 6–11 серпня 2019     | Бат      | 8     | Джеймі Кук (GBR) Валентін Прадес (FRA) Мартін Влах (CZE) Лукаш Гутковський (POL) Бенце Деметер (HUN) Юстінас Кіндеріс (LTU) Олександр Ліфанов (ROC) Патрік Доге (GER)                                                         |
| Чемпіонат світу 2019             | 3–9 вересня 2019     | Будапешт | 2     | Валентін Прадес (FRA) Цзюн Вун-тае (KOR) |
| Чемпіонати Азії та Океанії       | 11–21 листопада 2019 | Куньмін  | 5     | Лі Джи Хун (KOR) Ло Шуай (CHN) Павло Ільяшенко (KAZ) Сьохей Івамото (JPN) Олександр Савкін (UZB) |
| Чемпіонати Азії та Океанії       | 11–21 листопада 2019 | Куньмін  | 1     | Едвард Фернон (AUS) |
| Чемпіонат світу 2021             | 8–14 червня 2021     | Каїр     | 2     | Адам Мароші (HUN) Ахмед Ельгенді (EGY) |
| Світовий рейтинг з п'ятиборства  | 14 червня 2021       | —        | 9     | Фабіан Лібіґ (GER) Ilya Palazkov (BLR) Тимощенко Павло Юрійович (UKR) Ян Куф (CZE) Себастьян Стасяк (POL) Алеш Ередія Вівес (ESP) Чжан Ліньбінь (CHN) Павел Свековс (LAT) Артур Ланіган О'Кіффі (IRL) Альваро Сандоваль (MEX) |
| Запрошення тристоронньої комісії | —                    | —        | 2     | |
| Загалом                          |                      |          | 36    | |

## Жінки
| Дисципліна                       | Дата                 | Місце    | Квоти | Спортсменки, що кваліфікувались |
| -------------------------------- | -------------------- | -------- | ----- | --- |
| Фінал Кубка світу 2019           | 27–30 червня 2019    | Токіо    | 1     | Лаура Асадаускайте (LTU) |
| Чемпіонат Африки                 | 23 лютого 2019       | Каїр     | 1     | Гайді Морсі (EGY) |
| Панамериканські ігри 2019        | 27–30 липня 2019     | Ліма     | 2     | Маріана Арсео (MEX) Саманта Ахтерберґ (USA) |
| Панамериканські ігри 2019        | 27–30 липня 2019     | Ліма     | 2     | Maria Ieda Guimarães (BRA) Марсела Куаспуд (ECU) |
| Панамериканські ігри 2019        | 27–30 липня 2019     | Ліма     | 1     | Лейді Лаура Мойя Лопес (CUB) |
| Чемпіонат Європи                 | 6–11 серпня 2019     | Бат      | 8     | Кейт Френч (GBR) Ірина Прасянцова (BLR)* Анніка Шлей (GER) Наталія Койл (IRL) Гінтаре Венчкаускайте (LTU) Марі Отеза (FRA) Аделіна Ібатулліна (ROC) Саролта Ковач (HUN) |
| Чемпіонат світу 2019             | 3–9 вересня 2019     | Будапешт | 2     | Ольга Сілкіна (BLR)* Елена Мікелі (ITA) |
| Чемпіонати Азії та Океанії       | 11–21 листопада 2019 | Куньмін  | 5     | Кім Се Хі (KOR) Нацумі Томонаґа (JPN) Алісе Фахрутдінова (UZB) Чжан Мін'юй (CHN) Єлена Потапенко (KAZ)                                                                  |
| Чемпіонати Азії та Океанії       | 11–21 листопада 2019 | Куньмін  | 1     | Ребекка Джеймісон (NZL) Маріна Керрієр (AUS) |
| Чемпіонат світу 2021             | 8–14 червня 2021     | Каїр     | 3     | Анастасія Прокопенко (BLR)* Елоді Клувель (FRA) Мішель Гуляш (HUN) |
| Світовий рейтинг з п'ятиборства  | 14 червня 2021       | —        | 8     | Джоанна М'юр (GBR) Маян Олівер (MEX) Гульназ Губайдулліна (ROC) Янін Кольманн (GER) Анна Малішевська (POL) Ільке Озюксель (TUR) Рена Сімадзу (JPN) Кім Сун У (KOR)      |
| Запрошення тристоронньої комісії | —                    | —        | 2     | |
| Загалом                          |                      |          | 36    | |

* Білорусь має вибрати, яка з двох спортсменок змагатиметься

## Нотатки
1. ↑  У лютому 2020 року Нова Зеландія відмовилась від своєї квоти.[3]